# راسگالا
راسگالا (به لاتین: Rassagala) یک کوه در سری‌لانکا است که در Ampara District, Eastern Province, Sri Lanka واقع شده‌است. راسگالا ۳۱۶٫۳۹ متر بالاتر از سطح دریا واقع شده‌است.